# Butheolus
Butheolus es un género de escorpiones de la familia Buthidae descrito por Simon en 1882.

## Especies
Los siguientes son los nombres científicos de las especies que componen el género Butheolus ; a la derecha de estos están los apellidos de sus descubridores y el año en que fueron descubiertas.
- B. andersoni, Pocock, 1895;
- B. anthracinus, Pocock, 1895;
- B. arabicus, Lourenço & Qi, 2006;
- B. ferrugineus, Kraepelin, 1898;
- B. gallagheri, Vachon, 1980;
- B. thalassinus, Simon, 1882;
- B. villosus, Hendrixson, 2006.

- Datos: Q2928879
- Especies: Butheolus